# 克萊佩達地區
克萊佩達地區，又稱梅梅尔領地（德語：Memelland 或 Memelgebiet），是國際聯盟在1920年劃出的一塊地區。這一地區在一戰之前由德國所有，一戰之後這一地區和薩爾以及但澤自由市一樣由國際聯盟管理，將來由公投決定是否由德國統治。1923年，這一地區发生叛乱后被立陶宛吞併。1939年3月，這裡被納粹德國占领，並重新劃入東普魯士。1946年，根據波茨坦協定，這一地區被蘇聯佔領，並成為立陶宛蘇維埃社會主義共和國的一部分。立陶宛獨立之後，這裡成為了立陶宛的一部分。
1925年時，該地區有人口141,000人。

## 外部連結
- （德文） Joachim Tauber: Das Memelgebiet (1919–1944) in der deutschen und litauischen Historiographie nach 1945
- Local heritage book Memelland （页面存档备份，存于）
- （法文） STATUT DU TERRITOIRE DE MEMEL （页面存档备份，存于）
- （德文） Map of languages in East Prussia in 1900 （页面存档备份，存于） (larger) （页面存档备份，存于）
- （德文） German translation of the Commission Report to the Council of Ambassadors  （页面存档备份，存于）
- （德文） German translation of Vygantas Vareikis' thesis Die Rolle des Schützenbundes Litauens bei der Besetzung des Memelgebietes 1923 （页面存档备份，存于）
- YouTube上的Hitler in Klaipėda

55°27′N 21°24′E / 55.450°N 21.400°E